# Red Sonja (televisieserie)
Red Sonja is een Vlaamse tragikomische televisieserie die vanaf 5 december 2011 uitgezonden wordt op de openbare zender Canvas.

## Verhaal
De vijfenvijftigjarige Odette woont in een woonblok in Antwerpen. Nadat haar man na een ongeval in coma raakt komt ze in financiële problemen en ontvlucht ze de werkelijkheid als de sexy "Red Sonja" in de virtuele wereld op het internet.

## Rolverdeling
- Sien Eggers - Odette Willekens
- Luc Van Duyse - Marcel
- Charlotte Vandermeersch - Red Sonja
- Stefaan Degand - conciërge François
- Machteld Ramoudt - Rosalie
- Dirk Van Dijck - Phil
- Wim Willaert - Ivo
- Marijke Pinoy - Viv
- Evelien Bosmans - verpleegster Véronique
- Chris Willemsen - Miroslaw
- Peter Van den Eede - Robert